# المزونة
المَزّونَة إحدى مدن الجمهورية التونسية، تقع في ولاية سيدي بوزيد. في عام 2004 كان عدد سكانها 6100 نسمة.

### مواضيع ذات علاقة
- ولاية سيدي بوزيد.